# Jerwand Lalajan

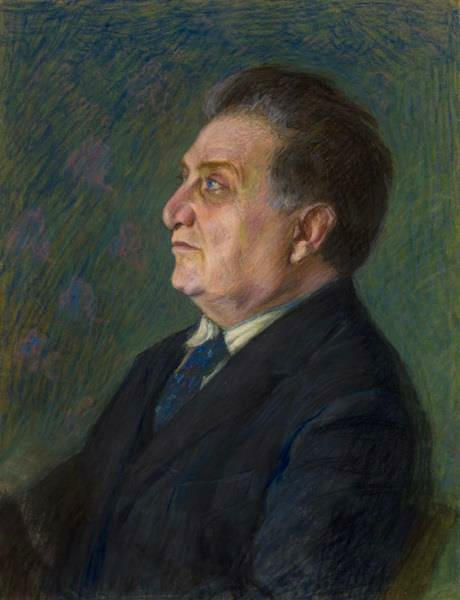
Jerwand Lalajan (Panos Terlemesjan, etwa 1930)

Jerwand Lalajan (armenisch Երվանդ Լալայան, russisch Ерванд Лалаян; * 13. Märzjul. / 25. März 1864greg. in Alexandropol; † 24. Februar 1931 in Jerewan) war ein russisch-sowjetischer Ethnograph und Archäologe armenischer Herkunft.

## Leben
Lalajan studierte an der Universität Genf  mit Abschluss 1894. Er  war dann Armenisch-Lehrer an der Realschule in Schuscha. Einer seiner Schüler war der spätere Bildhauer Hakob Gjurdschjan.
Lalajan gab 1896 bis 1916 die ethnographische Zeitschrift Asgagrakan Andes heraus, von der 26 Bände erschienen. Mit anderen organisierte er die Armenische Ethnographische Gesellschaft. 1903 bis 1904 erhielt er die Genehmigungen für das Sammeln der Inschriften auf alten Denkmälern. Auch führte er Ausgrabungen im Gräberfeld beim Bahnhof Kysyl-Wank am Aras bei Nachitschewan durch. 1904 entdeckte er die jungsteinzeitliche Siedlung Kültepe I am Naxçıvançay bei  Nachitschewan. Im Auftrag der Moskauer Archäologischen Gesellschaft grub Lalajan in den Jahren 1905, 1906 und 1908 mehr als 500 Gräber am Sewansee aus. 1908 untersuchte er das Ordubad- und das Ajozdsorski-Gebiet. Er initiierte die Gründung des 1909 eröffneten Ethnographisch-Archäologischen Museums in Tiflis, dessen erster Direktor er war. 1912 veröffentlichte er einen kurzen Artikel über das Kloster Sewanawank.
Nach der Oktoberrevolution und der Bildung der Armenischen Sozialistischen Sowjetrepublik (SSR) wurde das Ethnographisch-Archäologische Museum mit dem Direktor Lalajan 1921 nach Jerewan verlegt und zum Historischen Museum der Armenischen SSR erweitert. Bei seinen Ausgrabungen im Ujesd Etschmiadsin fand Lalajan die ersten kaukasischen Steinzeit-Werkzeuge.